# Goseong, Gangwon
Goseong (Goseong-gun, âm Hán Việt: Cao Thành quận) là một huyện ở tỉnh Gangwon, Hàn Quốc. Huyện này có diện tích 516,59 km², dân số năm 2001 là 62.446 người.

## Đơn vị kết nghĩa
- Gangbuk-gu, Hàn Quốc
- Tích Khê, Trung Quốc